# Pistorf
Pistorf est une commune autrichienne du district de Leibnitz en Styrie.